# Johann Christian Wilhelm Nicolai
Johann Christian Wilhelm Nicolai (* 14. Januar 1757 in Arnstadt; † 15. April 1828 ebenda) war ein deutscher Pädagoge und Naturforscher.

## Leben
Nicolai wuchs nach dem frühen Tod des Vaters in ärmlichen Verhältnissen auf. Seine Lehrer erkannten seine Begabung, so dass es ihm ermöglicht wurde, das Lyzeum in Arnstadt 1780 abzuschließen. In diesem Jahr wechselte er an die Universität Halle. Dort widmete er sich insbesondere den Naturwissenschaften und der Theologie. Schon während seines Studiums fand er im Franckeschen Waisenhaus Aufnahme. 1782 würde er Präzeptor am Waisenhaus, 1783 dann Lehrer am angeschlossenen Pädagogium Halle. Er unterrichtete dort auch Botanik und erhielt die Aufsicht über den örtlichen botanischen Garten.
Nicolai folgte 1790 einem Ruf an das Arnstädter Lyzeum. Dort wurde er Konrektor und Lehrer der Physik. 1803 erfolgte die Ernennung zum Rektor, 1819 erhielt er schließlich den Titel Direktor. Insbesondere in seiner Zeit in Arnstadt war Nicolai auch schriftstellerisch tätig, wobei insbesondere seine Lehrbücher Verbreitung fanden.

## Werke (Auswahl)
- Unterweisung in gemeinnützigen Kenntnissen der Naturkunde zum ersten Unterrichte der Jugend, Waisenhaus, Halle 1790.
- Über Blitzableiter, 1796.
- Anfangsgründe der Experimental-Naturlehre für Gymnasien und höhere Erziehungsanstalten, wie auch für solche, die sich selbst belehren wollen, Rabenhorst, Leipzig 1797.
- Kurze Darstellung der Lehre von dem wärmeleitenden Vermögen der Körper, 1799.
- Die um Arnstadt wildwachsenden Pflanzen, 7 Teile, Arnstadt 1815–1819.
- Über die Lautmethode, 1818.